# Raúl Matas

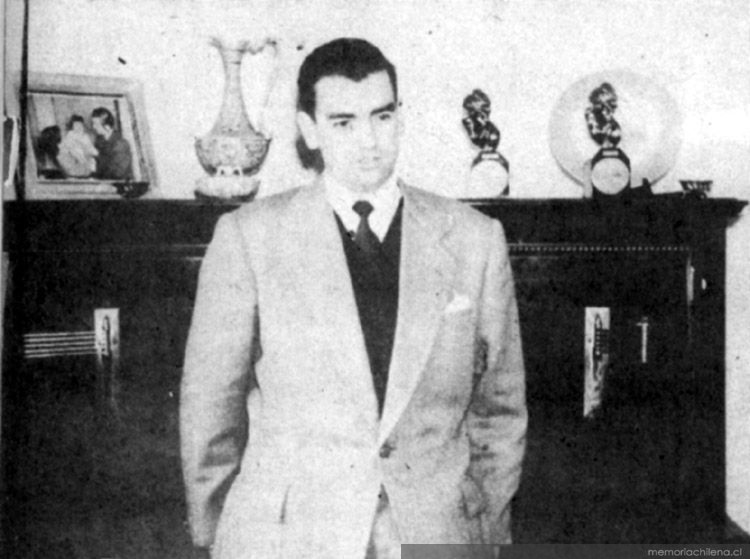
Raúl Matas mit seinen Rundfunkpreisen (1950)

Raúl Matas Esteban (* 13. August 1921 in Lanco; † 31. Dezember 2004 in Santiago de Chile), bekannt als El Maestro, war ein chilenischer Journalist, Rundfunk- und Fernsehmoderator.
Matas debütierte bereits zehnjährig im Rundfunk beim Sender Radio Sur. Seine professionelle Laufbahn begann beim Radio Cooperativa Vitalicia in Santiago, wo er von 1940 bis 1944 das Programm Discomanía moderierte, das über Chile hinaus bekannt wurde. In den 1950er Jahren lebte er in den USA. Ab 1955 war er Nachrichtensprecher bei Radio New York Worldwide für Lateinamerika, außerdem Korrespondent für Zeitschriften in Chile und Spanien.
1958 ging er nach Madrid, wo er seine erfolgreiche Laufbahn fortsetzte und zweimal mit dem Rundfunkpreis des Premio Ondas ausgezeichnet wurde. Er wirkte daneben auch in argentinischen Sendungen mit und wurde 1969 für die erste Sendung der chilenischen Televisión Nacional verpflichtet. Hier moderierte er nach seiner Rückkehr nach Chile 1971 Sendungen wie 60 Minutos und Vamos a Ver moderierte. Ab 1987 übernahm er bei Canal 13 der Universidad Católica die Leitung der Sendungen Almorzando en el Trece und Una vez más, zugleich wurde er die Stimme von Radio Oasis. Noch 2002 leitete er bei Canal 13 das Programm Inolvidables in dem Biographien chilenischer Persönlichkeiten wie Silvia Piñeiro, Esther Hunneus und José María Navasal vorgestellt wurden.